# فيلا كورتيز
فيلا كورتيز (باللهجة الليجنانية: Villa Cortesa [ˈʋila kurˈteːza]) هي بلدية تقع في مقاطعة ميلانو، في منطقة لومبارديا الإيطالية، على بُعد حوالي 25 كيلومترًا (16 ميل) شمال غرب ميلانو.
تحد البلديات الإدارية كلاً من ليجنانو، سان جورجو سو ليجنانو، بوستو جارولفو، ودايراجو.

## التاريخ
يعود اسم "فيلا كورتيزي" إلى اتحاد كلمتي "فيكوس" (فيلا) التي تشير إلى أول مستوطنة، و"كورتيس" (كورتيزي) التي تشير إلى المستوطنات المجاورة. تطور هذا الاسم الجغرافي لاحقًا إلى "فيلكورتيكس"، ثم "فيلاكورتيكسيا"، وأخيرًا أصبح "فيلا كورتيزي".
تشهد اكتشافات تابوت روماني يعود إلى القرن الأول الميلادي على وجود مستوطنة في المنطقة منذ العصر الروماني؛ حيث يوجد التابوت الآن في متحف جويدو سوترمايستر المدني في ليجنانو. وأول وثيقة ذُكرت فيها البلدة هي وثيقة تعود إلى عام (1261) ، يُقرّ فيها رئيس دير ورهبان دير سان جورجو (الذي كان يقع في موقع قلعة فيسكونتيو الحالية في ليجنانو) بالممتلكات التي يحتفظون بها بين نهر أولونا، وفيلا كورتيزي، وطريق دايراسكا الذي كان يربط بين ليجنانو ودايراجو. كما أدرج جوفريدو دا بوسيرو في القرن الثالث عشر مذبحًا مخصصًا للقديس فيكتور الشهيد في موقع فيلا كورتيزي، وذلك في كتاب "ليبر نوتيتياي سانكتوروم ميديولاني".

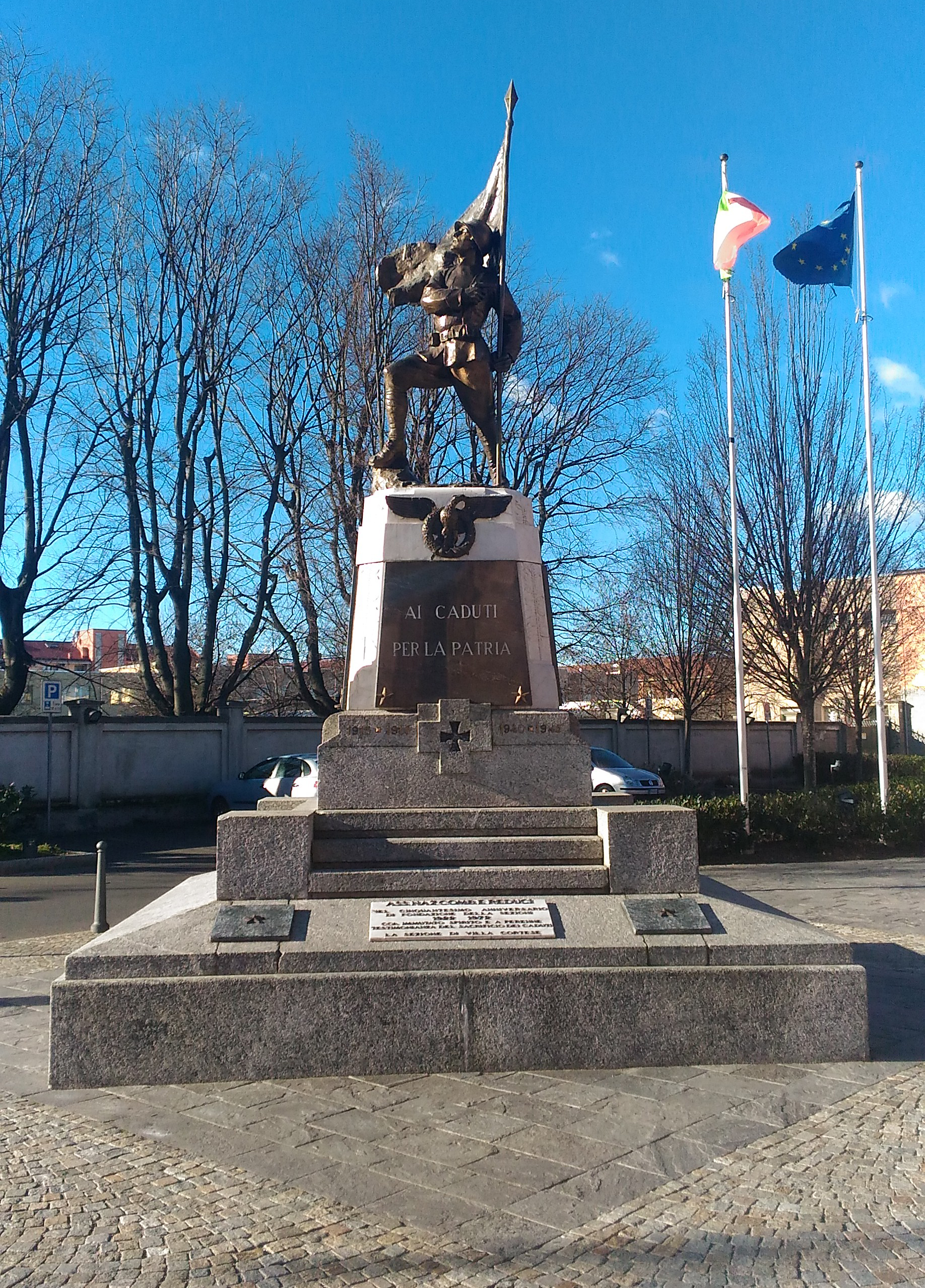
النصب التذكاري للحرب في فيلا كورتيزي

ذُكرت عائلة (سكاتسوزي) في مخطوطة مؤرخة بعام (1312) ، وهي عائلة قوية في المنطقة وكانت تمتلك أيضًا ممتلكات في المناطق المجاورة؛ ويظهر أحد أفرادها، أمبروجيو سكاتسوزي، في قائمة تجار الصوف الفاخر مع علامة تجارية ورقم تسجيل بتاريخ (9 نوفمبر 1403) ، وكان يقيم في (فيلا كورتيزي) ويعتمد على أبرشية أولجاتي أولونا في دوقية ميلانو. تم إلغاء بلدية فيلا كورتيزي بواسطة نابليون الذي ضمها إلى دايراجو، لكن النمساويين أعادوا تأسيسها، ثم أُلغيت مجددًا عام (1868) بقرار ملكي (رقم 5192) من فيكتور إيمانويل الثاني، الذي وحدها هذه المرة مع بوستو جارولفو، البلدة المجاورة والمنافسة. استعيدت الاستقلالية البلدية أخيرًا بعد ما يقرب من قرن، في 13 أكتوبر 1966. تعتبر فيلا كورتيزي مسقط رأس الكوميدي (جياكومو بورتي)من الثلاثي الشهير ألدوجيوفاني وجياكومو ، والصناعي المعروف فرانكو توسي، والرسام بييرو جيوني.

## المجتمع
تتم التواصلات مع البلديات المجاورة عبر خطوط حافلات موفيبوس. وهي من بين أولى البلديات الإيطالية في مجال إعادة التدوير، حافظت على نسبة فصل نفايات ثابتة تبلغ حوالي 70%. المبنى البلدي مجهز بنظام ضوئي فوتوغرافي لإنتاج الكهرباء والمياه الساخنة، وكذلك المدارس المتوسطة والابتدائية. يمكن التخلص من أي نوع من النفايات في المنصة البلدية. تحتوي المدينة على ثمانية حدائق عامة مجهزة بشكل جيد، وتنظم إدارة البلدية يومًا لتنظيف الغابات. و يُقام المعرض التقليدي في نهاية سبتمبر، بينما تُعقد أسواق عيد الميلاد المميزة في منتصف ديسمبر.

### الإدارة
| فترة | فترة    | عمدة              | حزب سياسي                     | دور  |
| ---- | ------- | ----------------- | ----------------------------- | ---- |
| 1988 | 1993    | اليساندرو أوبيالي | الديمقراطية المسيحية          | عمدة |
| 1993 | 1997    | كريستيانو كوزي    | ليجا نورد                     | عمدة |
| 1997 | 2001    | برونو ديل أكوا    | قائمة مدنية                   | عمدة |
| 2001 | 2006    | برونو ديل أكوا    | قائمة مدنية                   | عمدة |
| 2006 | 2011    | جيوفاني البورجيتي | Lista civica Insieme لكل فيلا | عمدة |
| 2011 | 2016    | جيوفاني البورجيتي | Lista civica Insieme لكل فيلا | عمدة |
| 2016 | المسؤول | اليساندرو بارلوكو | Lista civica Insieme لكل فيلا | عمدة |

## الثقافة

### التعليم

#### المدارس
من المدارس الموجودة في فيلا كورتيز هي :
- روضة أطفال
- مدرسة جوزيبي بينسيرولي الابتدائية
- المدرسة المتوسطة بابا جيوفاني الثالث والعشرون
- المعهد الفني (أي المدرسة الثانوية) جريجوريو مندل

## الرياضة

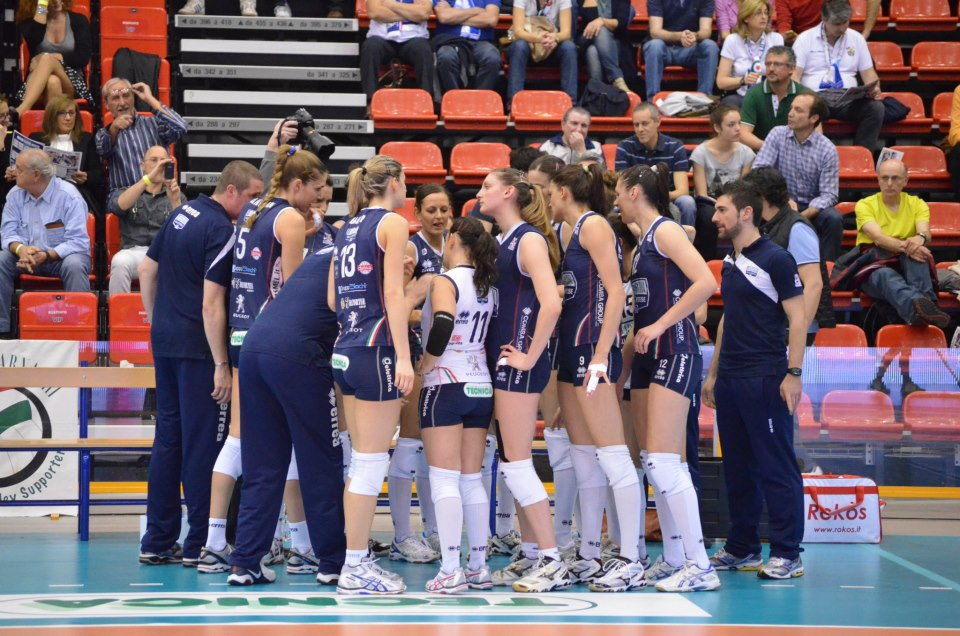
فريق الكرة الطائرة للسيدات MC-PietroCarnaghi

يظهر اسم فيلا كورتيزي في الأخبار الرياضية الوطنية بدءًا من موسم 2006-2007، عندما انتقلت لفريق (MC-PietroCarnaghi) للكرة الطائرة النسائية من الدرجة B2 إلى B1، وفي العام التالي تم ترقيته إلى الدرجة A2، وفي 2009 فاز بالملحق للتأهل إلى Serie A1. في 2010، فاز الفريق الصاعد حديثًا إلى A1 بكأس إيطاليا، ليكرر الإنجاز في العام التالي. في موسم 2010-2011، بدأ الفريق مشاركته في أوروبا في دوري أبطال CEV، حيث وصل إلى نصف النهائي في الموسم التالي، ليصبح أصغر مدينة على الإطلاق تحقق هذا الإنجاز. لقد خاض أول ثلاث مواسم له في البطولة كأحد الأبطال البارزين: حصل على مركزين ثانيين ومركز أول في الموسم العادي، وفاز بثلاث نهائيات للبطولة، حيث كاد يحقق السكوديتو بفارق نقطة واحدة فقط، خلال التاي بريك (المجموعة الخامسة) في نهائي السكوديتو 2011-2012.

## الروابط الخارجية
- الموقع الرسمي